# J002E3
J002E3 – oznaczenie nadane obiektowi, który został odkryty w 3 września 2002 roku przez Billa Yeunga. Na początku uważano, że jest on planetoidą, dopiero później obiekt został rozpoznany jako trzeci stopień (S-IVB) rakiety Saturn V z misji Apollo 12. W 2002 roku na 9 miesięcy wszedł na niestabilną orbitę okołoziemską.